# Blazers de l'UAB
Les Blazers de l'UAB sont un club omnisports universitaire qui se réfère aux 16 équipes sportives tant féminines que masculines représentant l'université de l'Alabama à Birmingham et participant aux compétitions organisées par la National Collegiate Athletic Association au sein de sa Division I.
Ses équipes, membres de la Conference USA depuis 1999, rejoignent juillet 2023 l'American Conference.
Le programme de football américain commence ses activités en tant qu'équipe indépendant au sein de la Division III de la NCAA (1991-1992). Il rejoint ensuite la NCAA Division II (1993-1995), la NCAA Division I FCS (1996-1998) et enfin la NCAA Division I FBS en 1999 en tant que membre de la Conference USA (1999-2022) et depuis 2023 l'AAC. Les Blazers ont disputé leur premier bowl en fin de saison 2004 (Hawaii Bowl).
Il est à noter qu'en décembre 2014, l'université avait annoncé l'abandon de son programme de football américain,. Néanmoins, quelques mois plus tard, elle annonce la reprise de son programme pour la saison 2017,.
La principale rivalité, surnommée Battle for the Bones, est celle entretenue avec les Tigers de Memphis, dans de nombreux sports mais principalement en basket-ball et en football américain.  
La formation de basket-ball masculin a pris part à 13 tournois nationaux NCAA depuis leur création en 1978. En 2004, le parcours des Blazers s'achève en huitièmes de finale.
La mascotte des Blazers est un dragon surnommé Blaze.